# São Vicente de Távora
São Vicente de Távora is een plaats (freguesia) in de Portugese gemeente Arcos de Valdevez en telt 314 inwoners (2001).

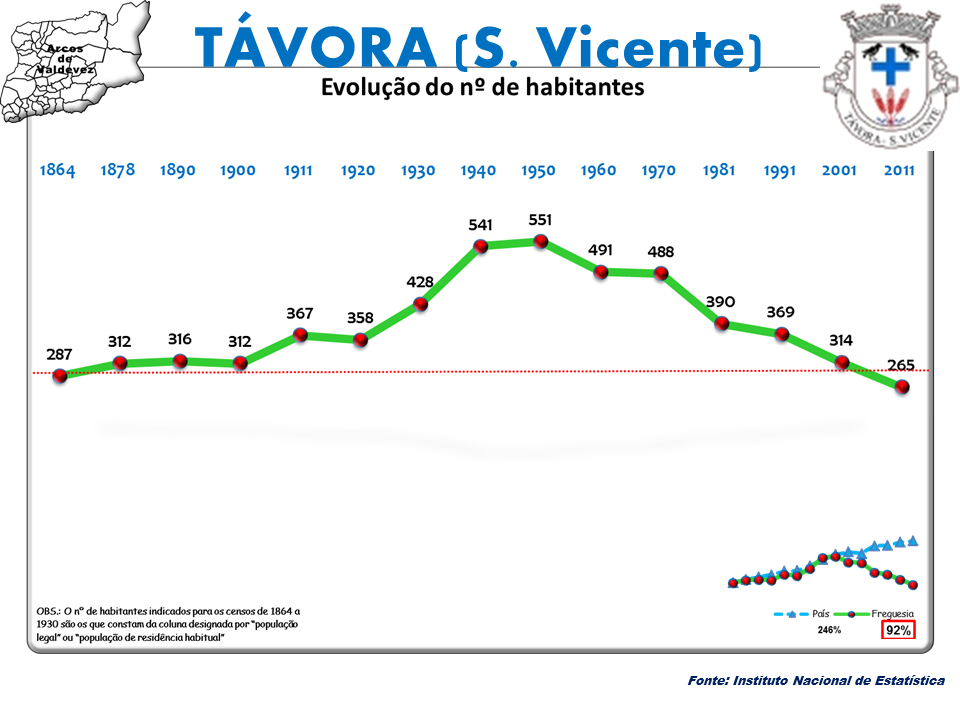
Bevolkingsontwikkeling tussen 1864 en 2011